# Ведомственные округа Российской империи
Ве́домственный о́круг — территориально-административная структура, подчинённая какому-либо государственному учреждению (ведомству). В некоторых ведомствах такого рода единицы носят иное название (епархии и др.).

## Ведомственные округа к 1914 году
К 1914 году Российская империя делилась на следующие ведомственные округа:

### Военные округа
Округа Военного ведомства:

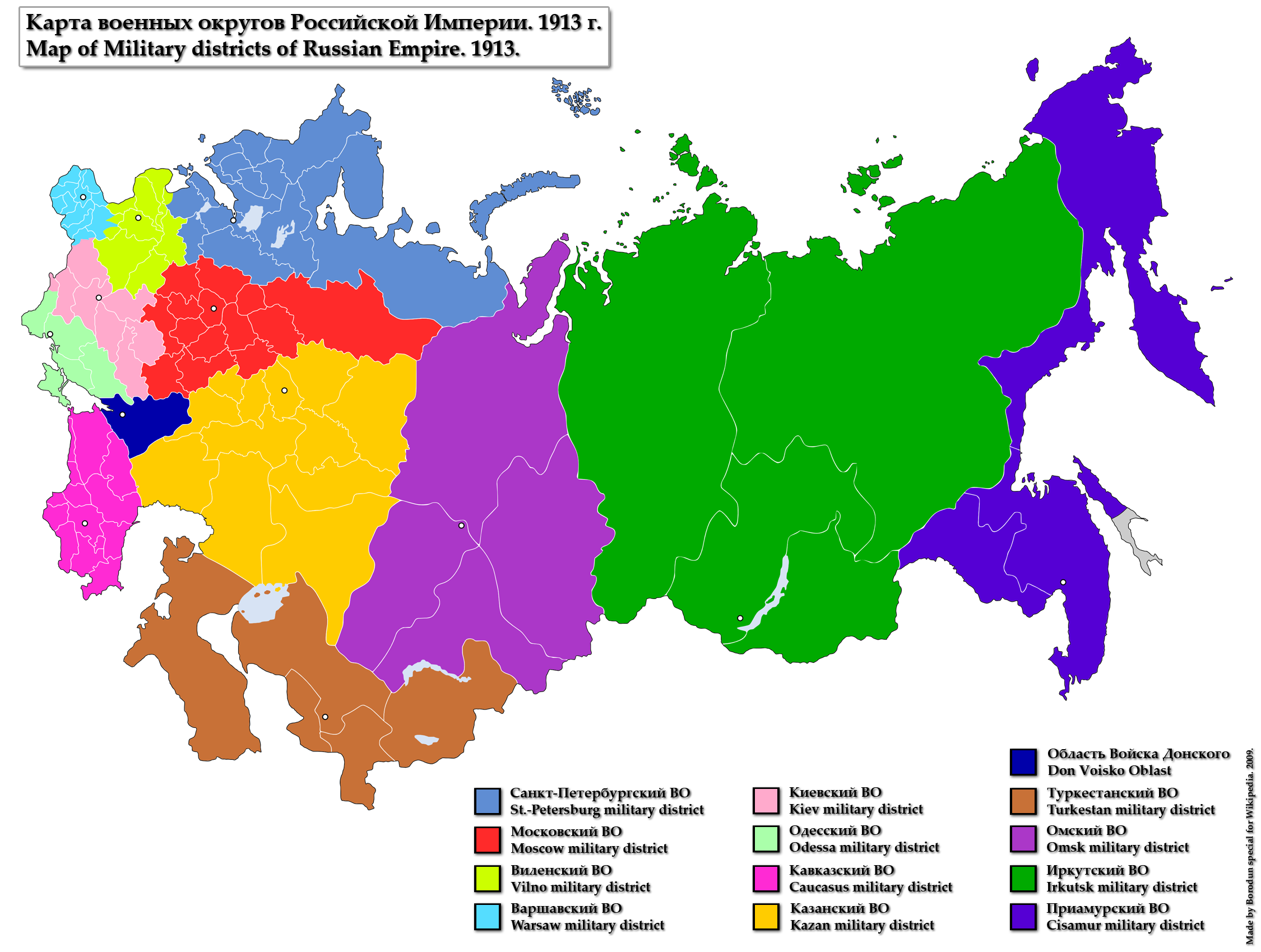
Карта военных округов. 1913 г.

1. Петербургский (Санкт-Петербургская, Новгородская, Псковская, Олонецкая, Архангельская, Эстляндская и Лифляндская (исключая Рижский уезд) губернии, а также 8 Финляндских губерний);
2. Виленский (Виленская, Ковенская, Витебская, Минская, Могилёвская, Курляндская, Сувалкская губернии, Рижский уезд Лифляндской губернии, Гродненский и Слонимский уезды Гродненской губернии);
3. Варшавский (Варшавская, Калишская, Келецкая, Ломжинская, Люблинская, Петроковская, Плоцкая, Радомская, Холмская и Гродненская (исключая Гродненский и Слонимский уезды) губернии, Владимир-Волынский и Ковельский уезды Волынской губернии);
4. Киевский (Киевская, Подольская, Волынская (исключая Владимир-Волынский и Ковельский уезды), Черниговская, Полтавская, Курская и Харьковская губернии, Хотинский уезд Бессарабской губернии);
5. Одесский (Херсонская, Екатеринославская, Таврическая и Бессарабская (исключая Хотинский уезд) губернии);
6. Московский (Московская, Тверская, Ярославская, Вологодская, Костромская, Владимирская, Нижегородская, Смоленская, Калужская, Тульская, Рязанская, Тамбовская, Орловская и Воронежская губернии);
7. Казанский (Казанская, Пермская, Вятская, Симбирская, Самарская, Саратовская, Пензенская, Астраханская, Оренбургская и Уфимская губернии, Уральская и Тургайская области);
8. Области Войска Донского (область Войска Донского);
9. Кавказский (Бакинская, Елисаветпольская, Кутаисская, Тифлисская, Черноморская, Эриванская и Ставропольская губернии, Батумская, Дагестанская, Карсская, Кубанская и Терская области, Закатальский и Сухумский округа);
10. Туркестанский (Самаркандская, Семиреченская, Закаспийская, Сыр-Дарьинская и Ферганская области);
11. Омский (Тобольская и Томская губернии, Акмолинская и Семипалатинская области);
12. Иркутский (Иркутская и Енисейская губернии, Забайкальская и Якутская области);
13. Приамурский (Амурская, Камчатская, Приморская и Сахалинская области).

### Судебные округа
Округа Судебного ведомства, по отношению к судопроизводству:
1. Петроградский (до 1914 Санкт-Петербургский — Петроградская, Псковская, Новгородская, Витебская, Лифляндская, Курляндская, Эстляндская и Олонецкая губернии);
2. Московский (Московская, Владимирская, Калужская, Рязанская, Тверская, Смоленская, Костромская, Нижегородская, Тульская, Ярославская, Вологодская и Архангельская губернии, Елецкий и Ливенский уезды Орловской губернии, Липецкий и Лебединский уезды Тамбовской губернии);
3. Харьковский (Орловская (исключая Елецкий и Ливенский уезды), Харьковская, Екатеринославская, Курская, Воронежская, Полтавская губернии и Усманский уезд Тамбовской губернии);
4. Одесский (Херсонская, Таврическая, Бессарабская и Подольская губернии);
5. Казанский (Казанская, Симбирская, Вятская, Пермская и Уфимская губернии);
6. Саратовский (Саратовская, Самарская, Пензенская, Тамбовская (исключая Липецкий, Лебединский и Усманский уезды), Астраханская и Оренбургская губернии, Тургайская и Уральская области);
7. Киевский (Киевская, Волынская, Черниговская и Могилёвская губернии);
8. Виленский (Виленская, Ковенская, Гродненская, Минская губернии);
9. Варшавский (Варшавская, Калишская, Келецкая, Ломжинская, Люблинская, Петроковская, Плоцкая, Радомская, Сувалкская и Холмская губернии);
10. Новочеркасский (Ставропольская губерния, Кубанская область и область Войска Донского);
11. Тифлисский (Тифлисская, Черноморская, Кутаисская, Елисаветпольская, Бакинская и Эриванская губернии, Терская, Батумская, Дагестанская и Карсская области, Закатальский и Сухумский округа);
12. Иркутский (Иркутская и Енисейская губернии, Забайкальская, Амурская, Якутская, Камчатская, Приморская и Сахалинская области);
13. Омский (Тобольская и Томская губернии, Акмолинская и Семипалатинская области);
14. Ташкентский (Сыр-Дарьинская, Самаркандская, Ферганская, Семиреченская, Закаспийская области и Бухарское ханство).

### Учебные округа
Округа Министерства народного просвещения:
1. Петроградский (до 1914 года Санкт-Петербургский: Петроградская, Новгородская, Псковская, Олонецкая, Вологодская и Архангельская губернии);
2. Московский (Московская, Ярославская, Костромская, Владимирская, Калужская, Нижегородская, Орловская, Рязанская, Смоленская, Тверская и Тульская губернии);
3. Казанский (Вятская, Казанская, Самарская, Саратовская, Симбирская и Астраханская губернии);
4. Оренбургский (Пермская, Уфимская и Оренбургская губернии, Уральская и Тургайская области);
5. Харьковский (Воронежская, Курская, Пензенская, Тамбовская, Харьковская губернии и область Войска Донского);
6. Одесский (Бессарабская, Екатеринославская, Таврическая и Херсонская губернии);
7. Киевский (Полтавская, Черниговская, Киевская, Волынская и Подольская губернии);
8. Виленский (Виленская, Витебская, Гродненская, Ковенская, Минская, Могилёвская и Холмская губернии);
9. Варшавский (Варшавская, Калишская, Келецкая, Ломжинская, Люблинская, Петроковская, Плоцкая, Радомская и Сувалкская губернии);
10. Рижский (Курляндская, Лифляндская и Эстляндская губернии);
11. Кавказский (Бакинская, Елисаветпольская, Кутаисская, Тифлисская, Черноморская, Эриванская и Ставропольская губернии, Батумская, Дагестанская, Карсская, Кубанская, Терская и Закаспийская области, Закатальский и Сухумский округа);
12. Западно-Сибирский (Тобольская и Томская губернии, Акмолинская, Семипалатинская);
13. Туркестанский (Самаркандская,Семиреченская, Сыр-Дарьинская и Ферганская области);
14. Восточно-Сибирский (Иркутская, Енисейская губернии и Якутская область);
15. Приамурский (Амурская, Забайкальская, Камчатская, Приморская и Сахалинская области).

### Горные округа
Горные округа образованы с введением в 1806 Проекта Горного положения. Первый горный округ с правлением в Перми включал горные заводы «хребта Уральского», второй с правлением в Москве — «замосковные». Количество горных округов и их границы многократно менялись. Существенная перестройка произошла в 60-90-х годах 19 века, когда горные округа входили в состав отдельных горных областей:
- Первый и Второй замосковные горные округа — в Замосковную горную область (1865);
- Вятский, Восточный, Верхотурский, Екатеринбургский, Западный, Оренбургский, Пермский, Уфимский — в область Уральского хребта (1887);
- Бакинский, Владикавказский, Кутаисский, Эриванский — в Кавказскую горную область (1887);
- Ачинско-Минусинский, Семипалатинско-Семиреченский, Северо-Енисейский, Тобольско-Акмолинский, Томский, Южно-Енисейский — в Западно-Сибирскую или Томскую горную область (1888);
- Амурский, Бирюсинский, Восточно-Забайкальский, Западно-Забайкальский, Ленский, Приморский — в Восточно-Сибирскую или Иркутскую горную область (1888);
- Днепровско-Таврический, Луганский, Харьковско-Бахмутский, Юго-Западный — в горную область Южной России (1891);
- Нижневолжский и Средневолжский — в Волжскую горную область (1894);
- Бендинский, Домбровский, Келецкий, Люблинско-Варшавский, Радомский, Ченстоховский — в Западную горную область (1895);
- горный округ, охватывающий территории Прибалтики и часть Белоруссии — в Северо-Западную горную область (1895);
- Вологодско-Архангельский, Олонецкий — в Северную горную область (1899);
- Астраханско-Саратовский, Воронежско-Донской, Таганрого-Макеевский — в Юго-Восточную горную область (1900).

Замосковная горная область в 1899 подразделена на горные округа: Владимирский, Калужско-Смоленский, Московско-Рязанский, Орловско-Тульский и Тамбовско-Пензенский. В начале 20 века производились отдельные переформирования горных округов, главным образом в Уральской горной области.

### Почтово-телеграфные округа
Округа Почтово-телеграфного управления МВД:
1. Архангельский (Архангельская, Олонецкая губернии и Кречетовское почтовое отделение Новгородской губернии);
2. Варшавский (Варшавская, Плоцкая, Петроковская, Калишская, Келецкая и Радомская губернии);
3. Виленский (Виленская, Ковенская, Сувалкская губернии, Докшицкая почтово-телеграфная контора Минской губернии и Боровское почтовое отделение Курляндской губернии);
4. Владикавказский (Ставропольская и Черноморская губернии, Терская, Дагестанская и Кубанская области);
5. Гродненский (Гродненская, Ломжинская, Холмская и Люблинская губернии);
6. Екатеринославский (Екатеринославская и Полтавская губернии);
7. Забайкальский (Забайкальская область);
8. Иркутский (Иркутская, Енисейская губернии и Якутская область);
9. Казанский (Казанская, Нижегородская и Симбирская губернии);
10. Кишинёвский (Бессарабская и Подольская губернии);
11. Киевский (Киевская, Волынская и Черниговская губернии);
12. Минский (Минская и Могилёвская губернии);
13. Московский (Московская, Владимирская и Тверская губернии);
14. Одесский (Херсонская и Таврическая губернии);
15. Омский (Тобольская губерния и Акмолинская область);
16. Орловский (Орловская, Калужская и Тульская губернии);
17. Пермский (Пермская, Уфимская и Вятская губернии, почтово-телеграфные отделения Кукмер и Лубяны Казанской губернии);
18. Приамурский (Амурская, Камчатская, Приморская и Сахалинская области);
19. Рижский (Курляндская, Лифляндская и Эстляндская губернии);
20. Ростовский (область Войска Донского);
21. Самарский (Самарская и Оренбургская губернии, Тургайская область, почтово-телеграфные отделения Темирское и Илецкое Уральской области);
22. Петроградский (Петроградская, Тверская и Новгородская губернии, почтовые отделения Сеньково Витебской губернии и Смердынь Тверской губерний);
23. Саратовский (Саратовская, Астраханская губернии и Уральская область);
24. Смоленский (Смоленская и Витебская губернии, почтово-телеграфные конторы в Иллуксте и Грива-Семгаллен Курляндской губернии);
25. Тамбовский (Тамбовская, Пензенская и Рязанская губернии);
26. Тифлисский (Тифлисская, Кутаисская, Эриванская, Бакинская и Елисаветпольская губернии, Карсская область и Закатальский округ);
27. Томский (Томская губерния и Семипалатинская область);
28. Туркестанский (Сыр-Дарьинская, Самаркандская, Ферганская, Семиреченская и Закаспийская области);
29. Харьковский (Харьковская, Курская и Воронежская губернии);
30. Ярославский (Ярославская, Вологодская и Костромская губернии).

### Округа Министерства путей сообщения
Округа Министерства путей сообщения, по отношению к наблюдению за состоянием путей сообщения, в особенности водных:
1. Петроградский (до 1914 — Петербургский; р. Нева, Ладожское озеро, бассейны Ильменя и Чудского озера, р. Волхов, р. Нарова, Вышневолоцкий водный путь, р. Волга от истока до г. Рыбинска, и её притоки, кроме Мологи);
2. Вытегорский (реки бассейнов Белого моря и Ледовитого океана, водные пути: Мариинский, Тихвинский, от Волги до Ладожских каналов и канала герцога Александра Вюртембергского);
3. Московский (р. Ока, от верховьев до пределов Нижегородской губернии и все водные пути бассейнов р.р. Оки и Дона);
4. Казанский (р. Волга с притоками, от г. Рыбинска до устьев, исключая бассейн Оки; сама р. Ока на 10 вёрст от устья);
5. Киевский (р. Днепр и её притоки, исключая Березину и Припять, р. Днестр);
6. Ковенский (р. Западная Двина, Неман, искусственные водные пути Огинский, Днепровско-Бугский, Березинский, р.р. Березина и Припять, Перновский порт);
7. Варшавский (бассейн р. Вислы, Западный Буг и искусственный путь, соединяющий Вислу с Неманом (Августовский канал));
8. Кавказский (водные пути Кавказского Края);
9. Томский (р. Обь и её важнейшие притоки).

### Таможенные округа
Округа Таможенного департамента Министерства финансов, по наблюдению границы Империи:
1. Петроградский (до 1914 года Петербургский);
2. Виленский;
3. Варшавский;
4. Радомский;
5. Радзивиловский;
6. Южный;
7. Батумский;
8. Бакинский;
9. Туркестанский.

Кроме того, ряд таможенных учреждений находился вне округов, в том числе в Средней Азии, в Сибири, в Приморском и Приамурском крае.

### Пограничные округа
Округа Отдельного корпуса пограничной стражи, по охране границы Империи; с 15 октября 1893 года (в скобках указаны штаб-квартиры):
1. 1-й округ (г. Петроград, до 1914 года Санкт-Петербург)
2. 2-й округ (г. Вильна)
3. 3-й округ (г. Варшава)
4. 4-й округ (г. Житомир)
5. 5-й округ (г. Одесса)
6. 6-й округ (г. Тифлис)
7. 7-й округ (г. Ташкент)
8. Заамурский округ (посад Харбин), создан в 1901 году на базе Охранной стражи Китайско-Восточной железной дороги (КВЖД).